# 징조
징조(徵兆, 영어: omen)는 어떤 일이 생길 조짐을 의미한다. 좋은 징조는 길조(吉兆)라고 하며, 나쁜 징조는 흉조(凶兆)라고 한다.